# Зов моря
«Зов моря» (пол. Zew morza, в прокате СССР — «Любовь моряка») — польский чёрно-белый немой художественный фильм, поставленный в жанре мелодрамы режиссёром Генриком Шаро в 1927 году. Фильм является самым ранним из сохранившихся фильмов Генрика Шаро, одного из наиболее именитых режиссеров польского довоенного кино. Кинолента снята по сценарию популярного в то время писателя Стефана Кеджиньского и является примером фильма, предназначенного для широкой публики. История любви переплетается с захватывающими приключениями, которые впервые в польском кино, происходят на море. Дополнительным плюсом являются многочисленные натурные сцены, в том числе снятые в городах Гданьске, Гдыне и Пуцке. В актёрский состав вошли популярные звезды тех лет — Мария Малицкая, Ежи Марр, Нора Ней. Когда был объявлен конкурс на детские роли, роль 12-летнего героя досталась Тадеушу Фиевскому, ставшему впоследствии одним из выдающихся польских актеров.

## Сюжет
Двенадцатилетний Стах любит читать морские романы и мечтает о путешествиях по далёким морям к экзотическим странам. Убежав из дома он нанимается юнгой на парусное судно. Спустя много лет Стах становится правой рукой капитана большого парусного судна и пользуется большим доверием владельца судна Ван Лооса. Он также завоёвывает сердце Йоли, дочери Ван Лооса. Боцман Минке тоже влюблён в Йолю. Однако после её отказа пытается надругаться над ней. Вовремя подоспевший Стах вступается за девушку, а её отец увольняет боцмана. Негодяй Минке, затаивший злобу на Стаха, грозится отомстить ему. Ван Лоос предлагает Стаху стать его партнёром и зятем. Стах соглашается и отправляется с этой новостью к своим родителям.
В родной деревне он встречает Ханку, с которой был дружен в детские годы. Она дочь владельца усадьбы, на территории которой родители Стаха арендуют мельницу. Прошлая дружба и воспоминания притягивают сердца Стаха и Ханки друг к другу. Стах решает расстаться с Йолей и признаётся в своей любви к Ханке. Однако, родители Ханки завязли в долгах и чтобы помочь им, девушка соглашается выйти замуж за богатого, но нелюбимого соседа Кароля Скарского. В отчаянии Стах завербовывается на большой военный корабль и посвящает себя работе над научным трудом. Когда боцман Минке узнаёт об этом, он намеревается украсть чертежи изобретения Стаха, чтобы выгодно продать их контрабандистам, а заодно и поквитаться со своим старым обидчиком. При помощи дружков-контрабандистов Минке удаётся захватить Стаха, и связанного по рукам и ногам парня бросают в трюм старой лодки.
Между тем финансовое положение родителей Ханки улучшается и она разрывает свою помолвку с ненавистным ей Каролем Скарским. Ханка едет в Гданьск, чтобы найти Стаха. Случайно она узнаёт о его похищении и уведомляет военно-морское ведомство, где служит Стах. В результате погони за контрабандистами, предпринятой военными моряками, Стаха освобождают. Теперь ничто не может помешать любви Стаха и Ханки.

## В ролях
- Мария Малицкая — 2 роли: Ханка и заморская принцесса в первых сценах фильма
- Ежи Марр — 2 роли: Стах и принц из первых сцен фильма
- Мариуш Машиньский — Кароль Скарский, влюблённый в Ханку
- Нора Ней — Йоля, дочь Ван Лооса (влюблена в Стаха)
- Антони Ружаньский — мельник, отец Стаха
- Юзефа Моджелевская — мельничиха, мать Стаха
- Октавиан Качановский — пан Остойский, отец Ханки
- Станислава Слубицкая — пани Остойская, мать Ханки
- Антони Беднарчик — Ван Лоос, владелец парусного судна
- Стефан Шварц — Рудольф Минке, боцман
- Януш Жеевский — вахтенный
- Александр Манецкий — вахтенный
- Нина Сверчевская — горничная
- Стефан Хныдзиньский — батрак на мельнице
- Тадеуш Фиевский — Стах в детстве
- Кристина Длуголенцкая — Ханка в детстве
- Изабелла Калитович — мисс Филлипс, гувернантка Ханки

## Производство
Какого уровня мой фильм? Давайте не будем заблуждаться. В рамках наших возможностей создать высокохудожественный фильм невозможно. В конце концов, в рамках наших возможностей я последовательно шёл в направлении выбранной цели и ни в коем случае не пасовал перед трудностями. Я попытался сохранить реальность в реалистичной форме. Проблема любви рассматривалась автором сценария паном Кенджиньским на высокой планке, но он не отказался и от захватывающих сцен действия. У меня уже есть некоторый опыт работы в кино, но в первый раз у меня был контакт с морем на плёнке. В морской картине, без ограничений от студий и достаточно подготовленных статистов, режиссёр может более легко развить свою изобретательность и лучше продумать каждую деталь.
— Значит, фильм обещает быть совершенным?
— Это то, что скажут пресса и публика, а я лично никогда не доволен собой. Всегда есть убеждение, что я могу сделать лучше.
23 июня 1927 года в варшавской газете ABC была опубликовано объявление: «Кинокомпания Leo-film, приступающая в июле к съёмкам морского фильма „Зов моря“ по сценарию Стефана Кенджиньского, через наше агентство ищет двух детей 8-12 лет для исполнения детских ролей. Заявки вместе с фотографиями будут приниматься до 1 июля либо режиссёром Генриком Шаро (компания Leo-film, Nowy Świat 39), или редактором АВС, ул. Szpitalna 12».
Ввиду большого интереса крайний срок детского кастинга был продлён до 20 июля 1927 года. Газета ABC сообщила о результатах конкурса 4 сентября 1927 года.
Жюри состояло из следующих лиц: сценарист Стефан Кенджиньский, редакторы газеты ABC Л. Брюн, Колупайло, T. Кончиц и Е. Сверчевский, художник Норблин, оператор Штайнвурцель, кинорежиссёр Генрик Шаро. После рассмотрения всех заявок, жюри единогласно огласило двух наиболее подходящих кандидатов: Крыся (Кристина) Длуголенцкая и Тадзио (Тадеуш) Фиевский. На первой полосе газеты были размещены портреты несовершеннолетних победителей конкурса, на которых возлагались большие надежды.
Во время съёмок фильма «Зов моря» и Крыся Длуголенцкая и Тадзио Фиевский именовались детьми АВС.
Конкурентом Тадзио Фиевского на эту роль был 13-летний Витольд Захаревич, ставший впоследствии главным исполнителем ролей романтических героев в мелодрамах 1930-х годов.
Съёмки фильма проходили в Варшаве, Гданьске, Гдыне, Пуцке.
Костюмы и реквизит были предоставлены театральным коллективом Teatr Polski, о мебели и предметах интерьера позаботились торговые фирмы Dom Sztuki (расположена по адресу: Варшава, ул. Chmielna дом 5), Pałac Sztuki (ул. Trębacka 2) и компания W. Golińska (находилась на ул. Senatorska дом 25), автомобили были предоставлены компанией Morris, а униформы Ежи Марра были сделаны мастерской Adam на ул. Nowy Świat дом 34.
В съёмках были задействованы парусное судно Lwów под командованием капитана Константина Матыевич-Мацеевича, принадлежавшее Морской школе в Тчеве, один из первых кораблей польского флота торпедный катер ORP Kujawiak под командованием капитана Станислава Гриневецкого, учебный корабль ORP Generał Sosnkowski под командованием капитана Мечислава Рудницкого, парусная яхта Gazda, принадлежавшая рыболовной компании.
В одной из сцен фильма появляется гидросамолёт типа Liore Olivier H-13 — одна из четырёх французских машин, купленных в 1924 году для морской авиационной эскадрильи в Пуцке.

## Премьеры
- — 13 октября 1927 года состоялась национальная премьера фильма в двух варшавских кинотеатрах: в 16 час. 15 мин. в театре Apollo по ул. Маршалковская 106 (живая музыка, исполняемая оркестром под руководством М. Штернберга) и в 18 час. 00 мин. в кинотеатре Casino на ул. Nowy Świat 50 (живая музыка исполнялась оркестром под руководством Адама Фурманского)[1].
- — фильм демонстрировался в советском прокате начала 1930 годов[к 1].[источник не указан 1352 дня]
- — реставрированная и оцифрованная версия фильма впервые была показана варшавской публике в кинотеатре Iluzjon 30 ноября 2013 года (Музыка для фильма была написана композитором Кшесимиром Дембским)[3].
- — 26 марта 2017 года реставрированная и оцифрованная версия киноленты впервые была представлена австрийской публике в рамках LET’S CEE Film Festival[4].

## Оценки
В 1927 году фильм вызвал восторженные отзывы польских кинокритиков. «…Приятным сюрпризом стал новый польский фильм „Зов моря“, созданный Генриком Шаро. Ещё несколько таких фильмов и предрассудки против польского кинопроизводства исчезнут навсегда», писал рецензент журнала Kino-Teatr. Помимо режиссуры, критик также отметил работу кинооператора и игру актёрского состава, в особенности — Норы Ней.
Ряд изданий выделил работу Мариуша Машиньского, хотя обозреватель из журнала Kino dla Wszystkich выразил категорическое несогласие с таким мнением. В остальном отклики польской прессы были единодушны.

## Цифровая реконструкция
После проката фильма в конце 1920-х годов фильм было практически невозможно увидеть, он долгие годы считался утраченным. После войны уцелели две неполные копии, обе в ужасном техническом состоянии. Первая из них — это чёрно-белая копия с русскими субтитрами, продолжительностью 1040 метров, присланная в 1958 году в Польский национальный киноархив (Filmoteka Narodowa) из Госфильмофонда СССР. Вторая — это вирированная копия с оригинальными польскими интертитрами продолжительностью 1660 метров, купленная в 1973 году у частного лица из Лодзи.
Созданный после реконструкции материал представляет собой результат соединения обеих копий. Обе копии были подвергнуты реставрации и отсканированы. После этого материал был собран и подвергнут цифровой реконструкции: изображение было стабилизировано, очищено от самых крупных дефектов, загрязнений и искажений, а также подвергнуто цветовой коррекции.
Фрагменты, сохранившиеся только в чёрно-белой копии, оставлены чёрно-белыми. Интертитры, сохранившиеся только в русской копии, были переведены на польский язык и отмечены логотипом Польского национального киноархива. Недостающие важные интертитры фильма были реконструированы на основе оригинальной кинопрограммы.
Учитывая, что не сохранилось оригинальной документации фильма, было невозможно восстановление первоначального деления на акты.
Фильм был приведён к современным стандартам: в каждой секунде повторяются восемь кадров, чтобы воссоздать то восприятие, что сопутствовало просмотру фильма с первоначальной частотой в 16 кадров в секунду. Наличествующий метраж фильма составляет 2218 метров. Фильм по-прежнему не полон.
Работа выполнена в рамках проекта «Реставрация и оцифровка довоенных художественных фильмов в Польском национальном киноархиве в Варшаве» (проект, софинансируемый из средств Европейского фонда регионального развития в рамках XI приоритетной задачи «Культура и культурное наследие» программы «Инфраструктура и среда», 2013)